# Chamaecytisus polytrichus
Espèce
Classification phylogénétique
Chamaecytisus polytrichus, le Cytise hérissé est une espèce de plantes à fleurs de la famille des Fabaceae. C'est une plante vivace du sud de l'Europe, de 5 à 10 cm à port étalé, sur rochers et pierriers.

## Synonymes
D'après BioLib (9 février 2024) :
- Cytisus polytrichus Bieb.
- Cytisus hirsutus subsp. polytrichus (Bieb.) Hayek
- Chamaecytisus hirsutus subsp. polytrichus (M. Bieb.) Ponert
- Genista hirta subsp. hirta Rouy
- Genista hirta Rouy